# كارا مبودجي
سيرين مودو كارا مبودجي (بالفرنسية: Kara Mbodj)‏ (مواليد 11 نوفمبر 1989)، يشتهر بـكارا أو كارا مبودجي، هو لاعب كرة قدم سنغالي لعب سابقاً لصالح نادي السيلية.

## ألقاب
جينك
- كأس بلجيكا (1): 2012–13

## روابط خارجية
- كارا مبودجي على موقع الاتحاد الدولي (مؤرشف)  (الإنجليزية)
- كارا مبودجي على موقع إي إس بي إن إف سي (الإنجليزية)
- كارا مبودجي على موقع قاعدة بيانات كرة القدم.إي يو (الإنجليزية)
- كارا مبودجي على موقع ناشيونال فوتبول تيمز (الإنجليزية)
- كارا مبودجي على موقع Soccerbase.com (لاعب) (الإنجليزية)
- كارا مبودجي على موقع Soccerway.com (الإنجليزية)
- كارا مبودجي على موقع عالم كرة القدم.نت (الإنجليزية)
- كارا مبودجي على موقع كووورة
- كارا مبودجي على موقع أوليمبيديا (الإنجليزية)
- كارا مبودجي على موقع AS.com (الإسبانية)